# Acalypha skutchii
Acalypha skutchii är en törelväxtart som beskrevs av Ivan Murray Johnston. Acalypha skutchii ingår i släktet akalyfor, och familjen törelväxter. Inga underarter finns listade i Catalogue of Life.